# Ла-Шапель-От-Грю
Ла-Шапе́ль-От-Грю (фр. La Chapelle-Haute-Grue) — коммуна во Франции, находится в регионе Нижняя Нормандия. Департамент коммуны — Кальвадос. Входит в состав кантона Ливаро. Округ коммуны — Лизьё.
Код INSEE коммуны — 14153.

## Население
Население коммуны на 2010 год составляло 60 человек.
| 1962 | 1968 | 1975 | 1982 | 1990 | 1999 | 2010 |
| ---- | ---- | ---- | ---- | ---- | ---- | ---- |
| 80   | 60   | 40   | 41   | 38   | 30   | 60   |

## Экономика
В 2010 году среди 27 человек трудоспособного возраста (15—64 лет) 23 были экономически активными, 4 — неактивными (показатель активности — 85,2 %, в 1999 году было 59,1 %). Из 23 активных жителей работали 22 человека (13 мужчин и 9 женщин), безработной была 1 женщина. Среди 4 неактивных 1 человек был учеником или студентом, 2 — пенсионерами, 1 был неактивным по другим причинам.